# Marco Canola
Marco Canola (Vicenza, 26 dicembre 1988) è un ex ciclista su strada italiano. Passista-velocista, professionista dal 2012 al 2022, ha vinto una tappa al Giro d'Italia 2014.

## Carriera
Cugino del campione olimpico di Maratona a Seoul, Gelindo Bordin, Marco Canola inizia a correre da giovanissimo dopo essersi appassionato al ciclismo guardando Marco Pantani al Giro d'Italia. La sua prima bicicletta è stata una Bianchi con il cambio sul telaio. Tra i dilettanti gareggia per cinque stagioni, quattro da Under-23 e l'ultima, nel 2011, da Elite, con la formazione castellana Zalf-Désirée-Fior, vincendo alcune gare in Veneto, tra cui spicca un'edizione del Giro del Veneto e delle Dolomiti, e due tappe al Giro delle Valli Cuneesi.
Passa professionista nel 2012 con la Colnago-CSF Inox di Roberto Reverberi, e al primo anno con la nuova maglia coglie un successo di tappa al Tour de Langkawi al termine di una fuga a due. Torna alla vittoria due anni dopo, nel 2014, aggiudicandosi dopo una lunga fuga la frazione di Rivarolo Canavese al Giro d'Italia. Nella stessa stagione aveva vinto anche la classifica scalatori alla Tirreno-Adriatico. Al termine del 2014 decide di lasciare la Bardiani-CSF (già Colnago-CSF), firmando con il team statunitense UnitedHealthcare. In due stagioni con UnitedHealthcare non ottiene però successi.
Nel 2017, con la nuova casacca della Nippo-Vini Fantini, riesce ad aggiudicarsi la Volta Limburg Classic, tre tappe del Tour of Japan e un piazzamento top 20 alla Milano-Sanremo. A settembre ottiene la convocazione in Nazionale per i Mondiali di Bergen con il ruolo di riserva. Nel finale di stagione si impone prima nel criterium che anticipa la Japan Cup, sfruttando una caduta nel gruppo di testa nel finale e poi, il giorno successivo, vince anche la Japan Cup imponendosi in uno sprint ristretto. Nel 2019 è il miglior italiano alla Strade Bianche, classificandosi al sedicesimo posto; in stagione vince anche una frazione al Tour of Utah.
Dal 2020 al febbraio 2022, prima della sospensione della squadra, veste la maglia del team russo Gazprom-RusVelo.

## Palmarès
- 2006 (Juniores)

Trofeo Dorigo Porte
- 2007 (Zalf-Désirée-Fior)

Coppa 1º maggio - Memorial Sergio Viola
Medaglia d'Oro Fiera di Sommacampagna
- 2008 (Zalf-Désirée-Fior)

2ª tappa Giro delle Valli Cuneesi nelle Alpi del Mare (Fossano > Sampeyre)
Gran Premio Città di Verona - Trofeo Skoda
- 2009 (Zalf-Désirée-Fior)

2ª tappa Giro delle Valli Cuneesi nelle Alpi del Mare (Cuneo > Sampeyre)
- 2010 (Zalf-Désirée-Fior)

Coppa Fiera di Mercatale
- 2011 (Zalf-Désirée-Fior)

Gran Premio Colli Rovescalesi
Gran Premio San Luigi di Sona
2ª tappa Giro del Veneto e delle Dolomiti (Santa Giustina > Ponte nelle Alpi)
Classifica generale Giro del Veneto e delle Dolomiti
- 2012 (Colnago-CSF Inox, una vittoria)

7ª tappa Tour de Langkawi (Bentong > Kuantan)
- 2014 (Bardiani-CSF, una vittoria)

13ª tappa Giro d'Italia (Fossano > Rivarolo Canavese)
- 2017 (Nippo-Vini Fantini, sei vittorie)

Volta Limburg Classic
2ª tappa Tour of Japan (Kyoto > Kyoto)
3ª tappa Tour of Japan (Inabe > Inabe)
5ª tappa Tour of Japan (Minami > Shinshu)
7ª tappa Tour of Utah (Salt Lake City > Salt Lake City)
Japan Cup
- 2019 (Nippo-Vini Fantini, una vittoria)

4ª tappa Tour of Utah (Salt Lake City > Salt Lake City)

### Altri successi
- 2012 (Colnago-CSF Inox)

1ª tappa, 2ª semitappa Il Padania (cronometro a squadre)
- 2014 (Bardiani-CSF)

Classifica scalatori Tirreno-Adriatico
- 2015 (UnitedHealthcare Pro Cycling Team)

Classifica scalatori Critérium International
- 2016 (UnitedHealthcare Pro Cycling Team)

Classifica a punti Tour de Taiwan
- 2017 (Nippo-Vini Fantini)

Criterium Japan Cup
Classifica a punti Tour of Japan

## Piazzamenti

### Grandi Giri
- Giro d'Italia

2013: 139º
2014: 122º
2019: 107º

### Classiche monumento
- Milano-Sanremo

2012: ritirato
2013: ritirato
2014: ritirato
2017: 20º
2018: 15º
2020: 35º
- Giro di Lombardia

2015: ritirato

### Competizioni europee
- Campionati europei

Valkenburg 2006 - In linea Juniores: ritirato
Glasgow 2018 - In linea Elite: ritirato
- Giochi europei

Minsk 2019 - In linea Elite: 32º